# A túlélés törvényei
A túlélés törvényei (eredeti címe Born Survivor: Bear Grylls, az USA-ban: Man vs. Wild, Európában: Ultimate Survival) egy televíziós sorozat. A műsorvezető Bear Grylls (magyar hangjai: Kárpáti Levente, Viczián Ottó és Zámbori Soma) megmutatja, hogyan lehet túlélni a legszélsőségesebb körülményeket, egypár technikával és némi leleményességgel. A műsorvezető sok undorító és gyomorforgató állatot, növényt és rovart megeszik, hogy életben maradjon. Bear Grylls is folyamatosan tanul a kalandjaiból és ezzel rengeteg tapasztalatot szerez. Bear pár epizódban még az ott lakó emberektől is segítséget kér és tanul tőlük.
A stáb az életveszélyes helyzetekben kisegíti.

## Epizódok listája

### Első évad (2006)

#### 1. rész – A sziklás hegység
Bear Grylls a Sziklás-hegység közepéből próbálja megtalálni az utat a civilizációig. Útja során el kell kerülnie egy grizzly medvét, majd 10 méterről kell egy folyóba ugrania, hogy folytathassa útját.

#### 2. rész – Moab sivatag
Bear életét csörgőkígyó és folyós homok veszélyezteti Utahban, a Moab sivatagban – megmutatja, hogyan maradhatnak életben az eltévedt turisták a legzordabb körülmények között is.

#### 3. rész – Costa Rica-i esőerdő
Bear megmutatja, hogyan maradjunk életben az őserdőben. 30 m magas fára mászik, leereszkedik vízesésen, kígyókkal találkozik, és veszélyes vizeken kel át a Costa Rica-i esőerdőben.

#### 4. rész – Alaszkai-hegység
Bear Grylls egy üveg vízzel, egy késsel és egy tűzkővel felszerelkezve próbál meg életben maradni az Alaszkai-hegység vadonjában, a Föld egyik leghidegebb vidékén.

#### 5. rész – Kilauea-hegy
Bear Grylls a Hawaii-szigeten bemutatja, hogyan lehet életben maradni a Föld egyik legveszélyesebb és legnehezebben elviselhető helyén, a Kilauea-hegy aktív vulkáni vidékén.

#### 6. rész – Sierra Nevada
100-nál is több hegymászó kerül bajba évente a Sierra Nevada hegységben. Bear a túlélés lehetőségét bemutatandó kötél nélkül mászik le sziklákon és ejtőernyővel tavakba ugrik.

#### 7. rész – Afrikai szavanna
Bear az afrikai szavannán vándorolva mutatja meg túlélőtudományát. Megismerjük, hogyan lehet alvóhelyet építeni, kisebb madarakat elfogni, és sűrű növényzetben előrehaladni.

#### 8. rész – Európai Alpok
Hogyan készítsünk hókunyhót a befagyott tónál? Bear Grylls próbára teszi túlélőtudományát – ejtőernyővel leugrik az Alpokban, ahol hegymászók százai halnak meg évente.

#### 9. rész – Lakatlan sziget
Bear bemutatja, hogyan lehet életben maradni egy lakatlan szigeten. Elkerüli a mérgező korallokat, szigonnyal halat fog, szállást épít magának, és megtervezi a menekülés módját.

### Második évad (2007)

#### 10. rész – Everglades
A floridai Everglades mocsárvidékén Bear a legnagyobb kockázatot vállalva teszteli a túlélőtudományát – átúszik egy aligátoroktól hemzsegő folyót.

#### 11. rész – Izland
Bear Grylls az izlandi sarkvidéken teszi próbára a túlélőtudományát. Hogyan lehet hóbarlangot készíteni, vizet találni a mély járatokban, és hogyan lehet elkerülni a fagyást?

#### 12. rész – Mexikó
A mexikói Réz-kanyonban Bear bemutatja túlélőtudományát – hogyan lehet egyszerű iránytűt készíteni, biztonságosan sziklára mászni, illetve kaktusszal vizet tisztítani.

#### 13. rész – Kimberley, Ausztrália
Bear Grylls az ausztráliai Kimberley vidékén eltévedt turista szemszögéből bemutatja, hogyan kerülhető el a napszúrás, hogyan találhat ennivalót és építhet alvóhelyet.

#### 14. rész – Ecuador
Bear Ecuador legszélsőségesebb tájain teszi próbára a túlélőtudományát. Nézzük meg, hogyan lehet bambuszhidat építeni és hogyan lehet elkerülni a pirájákat.

#### 15. rész – Skócia
Bear a skóciai Cairngorm jeges vidékén bizonyítja túlélőtudományát. Megtudjuk, hogyan lehet tájékozódni a jég világában, és hogyan lehet ellenőrizni, nincs-e lavinaveszély.

### Harmadik évad (2007)

#### 16. rész – Szahara, 1. rész
Bear Grylls a Szahara kellős közepén, futóhomokon, rekkenő hőségben, skorpió-diétán élve mutatja meg nekünk, hogy lehet életben maradni a kietlen tájon.

#### 17. rész – Szahara, 2. rész
Bear Grylls a Föld legforróbb táján, a Szaharában próbál életben maradni. Teve szerepel az étlapon, ám ahhoz előbb fel kell vágni az állatot.

#### 18. rész – Panama, 1. rész
100 szúnyogcsípés és egy kígyómarás – Bear Gryllsnek ezt is el kell viselnie, miközben Panama dzsungelében és mangrove-mocsarain próbálja átverekedni magát.

#### 19. rész – Panama, 2. rész
Bear Grylls tovább küzd a trópusi hőség ellen Panama dzsungelében és mangrove-mocsaraiban.

#### 20. rész – Patagónia, 1. rész
Bear Gryllsnek ezúttal Patagónia zord természeti körülményei között kell helytállnia. Élelmet keres a bükkfaerdőben, átvergődik egy befagyott mocsáron és jeges vízben úszik.

#### 21. rész – Patagónia, 2. rész
Bear Grylls újabb túlélési technikákat mutat be Patagónia veszélyes mangrovemocsaraiban és dzsungeleiben.

#### 22. rész – Ember a vadonban
Mit ehet az ember, ha magára marad a világ végén, a lehető legzordabb körülmények között? Bear Gryllstől megtanulhatunk néhány szokatlan dolgot, amely megóvhat az éhhaláltól.

### Negyedik évad (2008)

#### 23. rész – Zambia
Bear Grylls bemutatja, hogyan lehet életben maradni az Afrika déli felén található Zambia bozótos vidékein, és hogyan lehet megbirkózni a világ legnagyobb zuhatagaival.

#### 24. rész – Namíbia
Bear Grylls túlélési szakértő a Föld egyik legsivárabb és legszárazabb helyén, a Namib-sivatagban mutatja be az itt alkalmazható túlélési technikákat.

#### 25. rész – Tűzgyűrű, 1. rész
Bear Grylls a csendes-óceáni Tűzgyűrű területén tartott egyhetes túlélési programját a kővé dermedt mocsarakban kezdi, amelyeket 2004-ben letarolt a cunami.

#### 26. rész – Tűzgyűrű, 2. rész
Bear Grylls belekezd a csendes-óceáni Tűzgyűrű területén tartott egyhetes túlélési programba a megdermedt mocsarakban, amelyeket 2004-ben letarolt a cunami.

#### 27. rész – Szibéria, 1. rész
Mínusz 30 fokos nappali hőmérséklet, nulla fokosnál hidegebb vizű folyón való átkelés és szokatlan ételek várják a szibériai télben a túlélési technikákat bemutató Bear Gryllst.

#### 28. rész – Szibéria, 2. rész
Bearnek a szibériai hegyekben élő tuvanok megmutatták, hogyan tartsa magát melegen mínusz 30 fok alatti hőmérsékleten.

### Ötödik évad (2008-2009)

#### 29. rész – Baja sivatag
Bear Grylls a mexikói Baja-félszigeten iszonyú hőségben, 150 méteres sziklák között, méhcsípések és csörgőkígyók halálos fenyegetése közepette mutatja be túlélőtudományát.

#### 30. rész – Déli mocsarak
A Katrina hurrikán tépázta déli mocsarakban Bear Gryllsnek kígyókkal, viharokkal és orrfacsaró bűzzel kell megküzdenie egy olyan vidéken, ahol kétmillió aligátor él.

#### 31. rész – Írország
Bear Grylls Írország nyugati partján, ahol már eddig is 10 ezer hajó szenvedett hajótörést, életveszélyes kalandokba kezd.

#### 32. rész – Dél-Dakota
Bear Grylls legújabb túlélési helyszíne a dél-dakotai Black-hegység, a préri és a Badlands vidéke.

#### 33. rész – Bear módszerei
Bear Grylls bemutat néhány túlélési technikát, például hogyan kell veszélyes terepen áthaladni, hogyan lehet elűzni a ragadozókat, vagy kietlen vidéken élelmet és vizet találni.

#### 34. rész – Belize
Bear Grylls egy 210 méteres vízesés felső szakaszánál érkezik Belize-be. Az eső áztatta őserdőben egy óriáskígyóval kell megmérkőznie, éhségét pedig csúszómászókkal csillapítja.

#### 35. rész – A Yukon-folyó
Bear Észak-Amerika egyik leghidegebb és legtávolabbi vidékére, a Yukon folyó gleccsereihez utazik. A fagyos vidék az eddigi egyik legnagyobb kihívást jelenti számára.

#### 36. rész – Oregon
Bearnek hótorlaszok, befagyott tavak és leégett erdők között kell megbirkóznia feladatával a Hells-kanyon óriási kiterjedésű, kietlen vidékén, a világ legmélyebb szurdokában.

#### 37. rész – Dominikai Köztársaság
Bear Grylls a hurrikánok évszakában érkezik a Dominikai Köztársaságba. A trópusi forróságban a kiszáradás fenyegeti, majd egy kanyonban az emelkedő vízszint jelent veszélyt.

#### 38. rész – Törökország
Bear Grylls az anatóliai fennsíkra készül, Törökországba. Ejtőernyővel landol egy hideg vizű hegyi tavon, majd sebes zuhatagokon át jut el a 36 méteres hatalmas vízeséshez.

#### 39. rész – Románia
Bear Grylls Drakula országában jár, az erdélyi Kárpátokban. Mielőtt követhetné egy föld alatti folyó útját, egy medvével kerül összeütközésbe. Egy hatalmas hasadék tárul elé, amin nehézkesen tud lejutni, de mikor leér, egy hegy alatt átfolyó patak mentén megy át, hogy ne kelljen megmásznia a hegyet.

#### 40. rész – Válogatott kalandok 1. rész
Bear Grylls legizgalmasabb kalandjaiból válogatnak. Hősünk katonai múltjára és bátorságára építve szélsőséges terepviszonyok között bizonyítja túlélőtudományát.

#### 41. rész – Válogatott kalandok 2. rész
Bear Grylls legizgalmasabb kalandjaiból válogatnak. Hősünk katonai múltjára és bátorságára építve szélsőséges terepviszonyok között bizonyítja túlélőtudományát.

### Hatodik évad (2010)

#### 42. rész Északi-sark
Bear szembe néz az Északi-sark fagyos vizeivel és a zord időjárással, valamint egy rénszarvassal is megküzd.

#### 43. rész Alabama
Bear, szokás szerint egy veszélyes helyen találja magát, ahol egyetlen módja, hogy életben maradjon: egyfolytában kutat az életem után. Útja során megküzd egy vaddisznóval is.

#### 44. rész Vietnám
Bear Grylls a Föld egyik legbarátságtalanabb helyén landol, Vietnámban, a világtörténelem legnagyobb háborújának a csataterén éli túl a "forgatást".

#### 45. rész Texas
Bear a Texasi sivatagban landol egy siklórepülőről, ahol a túlélésért küzd a vízért és az élelemért, valamint egy kígyóval is összefut.

#### 46. rész Alaszka
Egy újabb veszélyes helyet célozott meg Bear, ezúttal Alaszkát. A zord hegyektől a vizes tengerpartig élte túl a különböző akadályokat, és a természet adta veszélyes pontokat.

#### 47. rész Különkiadás
Szintén belekukkanthatunk a Túlélés törvényei forgatásába egy kicsit részletesebben. Bear itt elmondja, hogy mennyire hálás a stábnak, hogy mindenhova követik a lépéseit.

#### 48. rész A kulisszák mögött
Bear bevezet minket a kulisszák mögé, vagyis bemutatja a stábot, azokat az embereket, akikkel azokon a számtalan veszélyes helyeken együtt forgatták a filmszalagot.

#### 49. rész Csendes-óceáni szigetek
Beart és a stábot ledobják a Csendes-óceáni szigetcsoportokra, ahol egyhetes túlélő túrára lett hivatott.

#### 50. rész Kína
Bear Grylls Kínát célozza meg, ahol denevérekel és pókokkal táplálkozik.

#### 51. rész Montana
Bear Montanába utazik, mely az Egyesült Államok egyik utolsó érintetlen vidéke, a "hatalmas égbolt országa". Siklóernyőjébe kapaszkodva búcsúzik a hegyvonulattól 4000 méter magasban, majd egy vízesés állja útját.

#### 52. rész Nagyvárosi túlélő
Bear Grylls sok fontos túlélési technikát mutat meg. Patkányt akar fogni, éhezik és szomjazik.

#### 53. rész Guatemala
Bear Grylls most működő vulkánok között érkezik ide. Útja közben sokat szenved.

#### 53. rész Műhelytitkok
Bear bevezet minket a kulisszák mögé, bemutatja a stábot.

### Hetedik évad (2011)

#### 54. rész A Torres-sziget
Bear Grylls egy Pápua Új-Guineához közeli lakatlan szigetre vetődik. Egy bottal felfegyverezve kel át egy cápáktól nyüzsgő szoroson, majd vulkáni sziklákon mászva jut tovább.

#### 55. rész Észak Afrika
Bear Grylls most a nappali meleggel és az esti hideggel küzd.

#### 56. rész Western Pacific
Bear Grylls egy Pápua Új-Guineához közeli lakatlan szigetre vetődik. Egy bottal felfegyverezve kel át egy cápáktól nyüzsgő szoroson, majd vulkáni sziklákon mászva jut tovább.

#### 57. rész Észak-Ausztrália
Bear Grylls ejtőernyővel érkezik az Északi területre. Megmutatja, hogyan lehet életben maradni a tikkasztó forróságban, amikor krokodil leselkedik az emberre.

#### 58. rész Sivatagi szélsőségek
A Mojave-sivatagban Bear hihetetlen kihívásokkal szembesül, mínusz 4 és plusz 40 fok közötti hőmérséklet-ingadozást kell elviselnie.

#### 59. rész Rajongókkal a vadonban
Bear magával viszi két rajongóját a kanadai vadonba. Félelmetes kalandban lesz részük, nem beszélve a Bear által kínált sajátos étrendről!

#### 60. rész Újra a kulisszák mögött
Eszébe jutott-e valaha, kik veszik filmre Beart, amikor kiugrik a helikopterből, krokodiltól hemzsegő vízen kel át, vagy más módon kockáztatja a bőrét? Most megtudhatja.

### Nyolcadik évad (2011)

#### 61. rész Arizona
Bear Grylls Arizonában, az apacsok földjén mutatja meg, hogyan maradhat életben az ember a perzselően forró sivatagokban és a dermesztően hideg hegyeken.

#### 62. rész Skócia
Bear a skóciai Cairngorm jeges vidékén bizonyítja túlélőtudományát. Megtudjuk, hogyan lehet tájékozódni a jég világában, és hogyan lehet ellenőrizni, nincs-e lavinaveszély.

#### 63. rész Norvégia
Bear és a csapat Norvégiában vannak, ahol a legújabb technológiákkal vannak felszerelkezve, melyeknek segítségével a legdurvább körülményeket hozzák létre. Eközben a szenzorok folyamatosan figyelik, hogy főhősünk hogyan tudja túlélni a világ egyik legszebb és legcsapadékosabb vidékét.

#### 64. rész A borneói dzsungel
Bear kötélen ereszkedik le a félelmetes borneói dzsungelbe. Veszélyes sziklákat kell megmásznia, kígyókkal, piócákkal és a felhőszakadással kell megküzdenie.

#### 65. rész A maláj szigetvilág
Bear Grylls sűrű őserdőben, meredek lejtőkön, fáradságot nem kímélve kutat élelem és víz után a Borneó melletti szigetvilágban.

#### 66. rész Globális túlélési útmutató
A trópusokon maszk nélkül víz alá merülő és a sivatagban víz után kutató Bear Grylls a világot járva megosztja velünk a túlélési technikák terén szerzett tapasztalatait.

### Kilencedik évad (2011)

#### 67. rész Jake Gyllenhaal próbatétele
Jake Gyllenhaal amerikai színészt a végsőkig próbára teszi Bear, amikor kibelez egy oszlásnak indult birkát, izlandi vulkánokon, majd feneketlen szakadékokon kel át a jégviharban.

#### 68. rész Új-Zéland
Bear ejtőernyővel ugrik le Új-Zéland egyik legelhagyatottabb vidékén. Váratlan nehézségekkel kell megküzdenie, miközben átkel az ország legmagasabb hegyláncán.

#### 69. rész Izlandi tűz és jég
Bear egy aktív vulkán hegyének jégsapkáján landol. Hóviharban próbál meg előrehaladni. Vajon talál-e magának élelmet ezen a sivár vidéken?

#### 70. rész A vörös sziklák vidékén
Bear Utah állam déli vörös sziklás szurdokaiban leereszkedik egy hatalmas sziklacsúcsról, csapdába esik a szakadékban, majd megkísérli élete legőrültebb repülőgépes mutatványát.

#### 71. rész A maorik földjén
Bear egy fatörzs segítségével kel át a tomboló folyón, leereszkedik egy vízesésen, és aktív vulkáni területeken halad át Új-Zéland legzordabb vidékén.

#### 72. rész Working the Wild
Bear Grylls a színfalak mögé kalauzolja a nézőket, hogy megismerkedhessenek azzal a csapattal, akik minden lépését követik. Mindegy, hogy helikopterekből ugrál ki, vagy valami elképesztő állatot rágcsál éppen Bear, a kamera mindig ott van. Most a csapat is megosztja a saját történetét.

## Kritika
Kritikusok szerint a jelenetek nagy része megrendezett, összefüggéstelen és hiteltelen. Ahelyett, hogy hasznos tanácsokat kapna a néző a vadonban való túléléshez, gyakran a legértelmetlenebb és legveszélyesebb ötleteket adja a sorozat.